# NGC 17
NGC 17は、くじら座の方角にある渦巻銀河である。1886年にフランク・ミュラーが発見し、同年、ルイス・スウィフトも観測した。NGC 17は、2つの円盤銀河が合体してできたもので、中央領域では最近スターバーストが発生し、活発な星形成が続いている。この銀河はガスが多く、銀河核は1つである。地球からは約2億5000万光年離れている。
銀河の合体によりNGC 17は天の川銀河と違って明確に銀河の腕と呼ばれるものがない。また、銀河の合体は元々あったと予想される銀河のハビタブルゾーンを崩したと言われている。

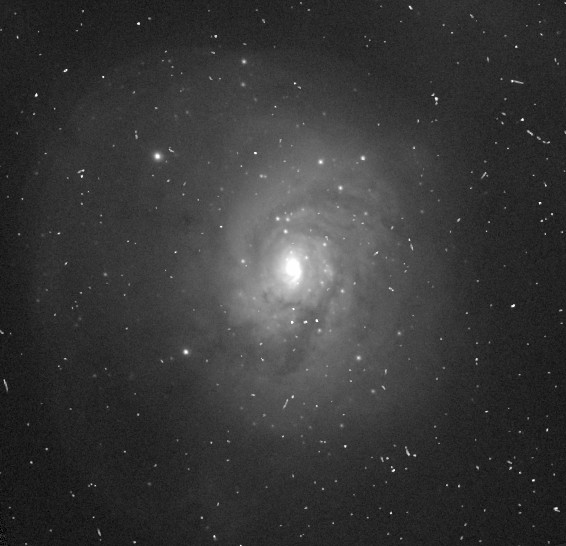
NGC 17の中央部には渦巻きの構造が見られる。

## NGCの番号
この天体はニュージェネラルカタログにNGC 17とNGC 34の2つが区別されて登録された。これはミュラーとスウィフトの間で観測に誤差があったため、ジョン・ドレイヤーはこの2つを区別した。1900年にはハーバート・ハウがこれに気付いた。